# Administrativní dělení Bulharska

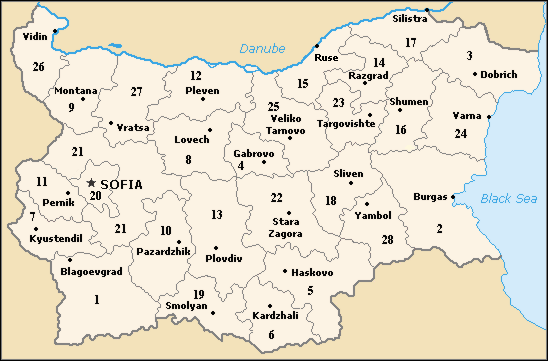
Bulharské oblasti

Administrativní dělení Bulharska je z hlediska územní správy dvoustupňové. Základní jednotkou státní správy jsou v Bulharsku obštiny. Obštiny spadají pod oblasti, které jsou vyššími správními celky. Přitom hlavní město Sofie je oblasti s jedinou obštinou, která je s touto oblastí totožná. Název oblasti je shodný s názvem správního střediska.

## Sídla
Obštiny se dělí na sídla (bulharsky населени места - naseleni mesta), která mohou mít vlastní samosprávu.

## Obštiny
Obštin je v Bulharsku 265, a to včetně hlavního města Sofie. Obštiny mají vždy vlastní samosprávu.

## Oblasti
V Bulharsku je 28 oblastí. Pro statistické účely jsou totožné s NUTS 3.

## NUTS

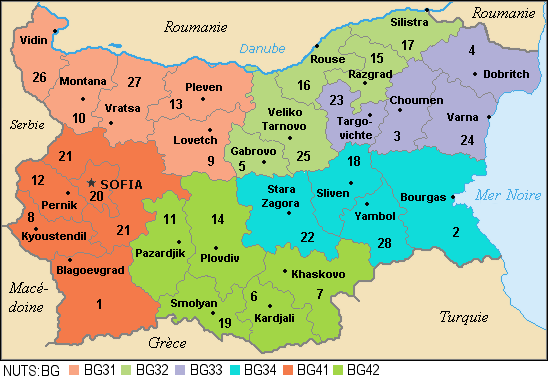
Územní celky pro statistické účely

Územní celky pro statistické účely vyšších kategorií (NUTS 2 a NUTS 1) nejsou územně správními jednotkami.

### NUTS 2
Tato úroveň územních celků pro statistické účel se v Bulharsku nazývá plánovací rajóny (район за планиране - rajon za planirane) a je jich definováno šest:
- Severozápadní plánovací rajón (Северозападен район за планиране - СЗРП); kód BG31
- Severní centrální plánovací rajón (Северен централен район за планиране - СЦРП); kód BG32
- Severovýchodní plánovací rajón (Североизточен район за планиране - СИРП); kód BG33
- Jihovýchodní plánovací rajón (Югоизточен район за планиране - ЮИРП); kód BG34
- Jihozápadní plánovací rajón (Югозападен район за планиране - ЮЗРП); kód BG41
- Jižní centrální plánovací rajón (Южен централен район за планиране - ЮЦРП); kód BG42

### NUTS 1
V Bulharsku se tato úroveň územních celků pro statistické účel nazývá rajóny (район - rajon) a jsou zde dva:
- Severní a jihovýchodní Bulharsko (Северна и Югоизточна България); kód BG3
- Jihozápadní a jižní centrální Bulharsko (Югозападна и Южна централна България); kód BG4

## Tabulka
V následující tříditelné tabulce figurují všechny obštiny s uvedením příslušných oblastí a vyšších statistických celků.
| Obština           | bulharsky        | správní středisko | Oblast         | bulharsky      | NUTS-2 (zkratka)         | NUTS-1                        |
| ----------------- | ---------------- | ----------------- | -------------- | -------------- | ------------------------ | ----------------------------- |
| Ajtos             | Айтос            | Ajtos             | Burgas         | Бургас         | Jihovýchodní (ЮИРП)      | Severní a jihovýchodní        |
| Aksakovo          | Аксаково         | Aksakovo          | Varna          | Варна          | Severovýchodní (СИРП)    | Severní a jihovýchodní        |
| Alfatar           | Алфатар          | Alfatar           | Silistra       | Силистра       | Severní centrální (СЦРП) | Severní a jihovýchodní        |
| Anton             | Антон            | Anton             | Sofijská       | Софийска       | Jihozápadní (ЮЗРП)       | Jihozápadní a jižní centrální |
| Antonovo          | Антоново         | Antonovo          | Tărgovište     | Търговище      | Severovýchodní (СИРП)    | Severní a jihovýchodní        |
| Aprilci           | Априлци          | Aprilci           | Loveč          | Ловеч          | Severozápadní (СЗРП)     | Severní a jihovýchodní        |
| Ardino            | Ардино           | Ardino            | Kărdžali       | Кърджали       | Jižní centrální (ЮЦРП)   | Jihozápadní a jižní centrální |
| Asenovgrad        | Асеновград       | Asenovgrad        | Plovdiv        | Пловдив        | Jižní centrální (ЮЦРП)   | Jihozápadní a jižní centrální |
| Avren             | Аврен            | Avren             | Varna          | Варна          | Severovýchodní (СИРП)    | Severní a jihovýchodní        |
| Balčik            | Балчик           | Balčik            | Dobrič         | Добрич         | Severovýchodní (СИРП)    | Severní a jihovýchodní        |
| Banite            | Баните           | Banite            | Smoljan        | Смолян         | Jižní centrální (ЮЦРП)   | Jihozápadní a jižní centrální |
| Bansko            | Банско           | Bansko            | Blagoevgrad    | Благоевград    | Jihozápadní (ЮЗРП)       | Jihozápadní a jižní centrální |
| Batak             | Батак            | Batak             | Pazardžik      | Пазарджик      | Jižní centrální (ЮЦРП)   | Jihozápadní a jižní centrální |
| Belene            | Белене           | Belene            | Pleven         | Плевен         | Severozápadní (СЗРП)     | Severní a jihovýchodní        |
| Belica            | Белица           | Belica            | Blagoevgrad    | Благоевград    | Jihozápadní (ЮЗРП)       | Jihozápadní a jižní centrální |
| Belogradčik       | Белоградчик      | Belogradčik       | Vidin          | Видин          | Severozápadní (СЗРП)     | Severní a jihovýchodní        |
| Beloslav          | Белослав         | Beloslav          | Varna          | Варна          | Severovýchodní (СИРП)    | Severní a jihovýchodní        |
| Belovo            | Белово           | Belovo            | Pazardžik      | Пазарджик      | Jižní centrální (ЮЦРП)   | Jihozápadní a jižní centrální |
| Berkovica         | Берковица        | Berkovica         | Montana        | Монтана        | Severozápadní (СЗРП)     | Severní a jihovýchodní        |
| Bjala             | Бяла             | Bjala             | Ruse           | Русе           | Severní centrální (СЦРП) | Severní a jihovýchodní        |
| Bjala             | Бяла             | Bjala             | Varna          | Варна          | Severovýchodní (СИРП)    | Severní a jihovýchodní        |
| Bjala Slatina     | Бяла Слатина     | Bjala Slatina     | Vraca          | Враца          | Severozápadní (СЗРП)     | Severní a jihovýchodní        |
| Blagoevgrad       | Благоевград      | Blagoevgrad       | Blagoevgrad    | Благоевград    | Jihozápadní (ЮЗРП)       | Jihozápadní a jižní centrální |
| Boboševo          | Бобошево         | Boboševo          | Kjustendil     | Кюстендил      | Jihozápadní (ЮЗРП)       | Jihozápadní a jižní centrální |
| Bobov Dol         | Бобов дол        | Bobov Dol         | Kjustendil     | Кюстендил      | Jihozápadní (ЮЗРП)       | Jihozápadní a jižní centrální |
| Bojčinovci        | Бойчиновци       | Bojčinovci        | Montana        | Монтана        | Severozápadní (СЗРП)     | Severní a jihovýchodní        |
| Bojnica           | Бойница          | Bojnica           | Vidin          | Видин          | Severozápadní (СЗРП)     | Severní a jihovýchodní        |
| Boljarovo         | Болярово         | Boljarovo         | Jambol         | Ямбол          | Jihovýchodní (ЮИРП)      | Severní a jihovýchodní        |
| Borino            | Борино           | Borino            | Smoljan        | Смолян         | Jižní centrální (ЮЦРП)   | Jihozápadní a jižní centrální |
| Borovan           | Борован          | Borovan           | Vraca          | Враца          | Severozápadní (СЗРП)     | Severní a jihovýchodní        |
| Borovo            | Борово           | Borovo            | Ruse           | Русе           | Severní centrální (СЦРП) | Severní a jihovýchodní        |
| Botevgrad         | Ботевград        | Botevgrad         | Sofijská       | Софийска       | Jihozápadní (ЮЗРП)       | Jihozápadní a jižní centrální |
| Božurište         | Божурище         | Božurište         | Sofijská       | Софийска       | Jihozápadní (ЮЗРП)       | Jihozápadní a jižní centrální |
| Bracigovo         | Брацигово        | Bracigovo         | Pazardžik      | Пазарджик      | Jižní centrální (ЮЦРП)   | Jihozápadní a jižní centrální |
| Braťa Daskalovi   | Братя Даскалови  | Braťa Daskalovi   | Stara Zagora   | Стара Загора   | Jihovýchodní (ЮИРП)      | Severní a jihovýchodní        |
| Bregovo           | Брегово          | Bregovo           | Vidin          | Видин          | Severozápadní (СЗРП)     | Severní a jihovýchodní        |
| Breznik           | Брезник          | Breznik           | Pernik         | Перник         | Jihozápadní (ЮЗРП)       | Jihozápadní a jižní centrální |
| Brezovo           | Брезово          | Brezovo           | Plovdiv        | Пловдив        | Jižní centrální (ЮЦРП)   | Jihozápadní a jižní centrální |
| Brusarci          | Брусарци         | Brusarci          | Montana        | Монтана        | Severozápadní (СЗРП)     | Severní a jihovýchodní        |
| Burgas            | Бургас           | Burgas            | Burgas         | Бургас         | Jihovýchodní (ЮИРП)      | Severní a jihovýchodní        |
| Car Kalojan       | Цар Калоян       | Car Kalojan       | Razgrad        | Разград        | Severní centrální (СЦРП) | Severní a jihovýchodní        |
| Carevo            | Царево           | Carevo            | Burgas         | Бургас         | Jihovýchodní (ЮИРП)      | Severní a jihovýchodní        |
| Cenovo            | Ценово           | Cenovo            | Ruse           | Русе           | Severní centrální (СЦРП) | Severní a jihovýchodní        |
| Čavdar            | Чавдар           | Čavdar            | Sofijská       | Софийска       | Jihozápadní (ЮЗРП)       | Jihozápadní a jižní centrální |
| Čelopeč           | Челопеч          | Čelopeč           | Sofijská       | Софийска       | Jihozápadní (ЮЗРП)       | Jihozápadní a jižní centrální |
| Čepelare          | Чепеларе         | Čepelare          | Smoljan        | Смолян         | Jižní centrální (ЮЦРП)   | Jihozápadní a jižní centrální |
| Černoočene        | Черноочене       | Černoočene        | Kărdžali       | Кърджали       | Jižní centrální (ЮЦРП)   | Jihozápadní a jižní centrální |
| Červen Brjag      | Червен бряг      | Červen Brjag      | Pleven         | Плевен         | Severozápadní (СЗРП)     | Severní a jihovýchodní        |
| Čiprovci          | Чипровци         | Čiprovci          | Montana        | Монтана        | Severozápadní (СЗРП)     | Severní a jihovýchodní        |
| Čirpan            | Чирпан           | Čirpan            | Stara Zagora   | Стара Загора   | Jihovýchodní (ЮИРП)      | Severní a jihovýchodní        |
| Čuprene           | Чупрене          | Čuprene           | Vidin          | Видин          | Severozápadní (СЗРП)     | Severní a jihovýchodní        |
| Dălgopol          | Дългопол         | Dălgopol          | Varna          | Варна          | Severovýchodní (СИРП)    | Severní a jihovýchodní        |
| Devin             | Девин            | Devin             | Smoljan        | Смолян         | Jižní centrální (ЮЦРП)   | Jihozápadní a jižní centrální |
| Devňa             | Девня            | Devňa             | Varna          | Варна          | Severovýchodní (СИРП)    | Severní a jihovýchodní        |
| Dimitrovgrad      | Димитровград     | Dimitrovgrad      | Chaskovo       | Хасково        | Jižní centrální (ЮЦРП)   | Jihozápadní a jižní centrální |
| Dimovo            | Димово           | Dimovo            | Vidin          | Видин          | Severozápadní (СЗРП)     | Severní a jihovýchodní        |
| Dobrič            | Добрич           | Dobrič            | Dobrič         | Добрич         | Severovýchodní (СИРП)    | Severní a jihovýchodní        |
| Dobrič-selska     | Добрич-селска    | Dobrič            | Dobrič         | Добрич         | Severovýchodní (СИРП)    | Severní a jihovýchodní        |
| Dolna Baňa        | Долна баня       | Dolna Baňa        | Sofijská       | Софийска       | Jihozápadní (ЮЗРП)       | Jihozápadní a jižní centrální |
| Dolna Mitropolija | Долна Митрополия | Dolna Mitropolija | Pleven         | Плевен         | Severozápadní (СЗРП)     | Severní a jihovýchodní        |
| Dolni Čiflik      | Долни чифлик     | Dolni Čiflik      | Varna          | Варна          | Severovýchodní (СИРП)    | Severní a jihovýchodní        |
| Dolni Dăbnik      | Долни Дъбник     | Dolni Dăbnik      | Pleven         | Плевен         | Severozápadní (СЗРП)     | Severní a jihovýchodní        |
| Dospat            | Доспат           | Dospat            | Smoljan        | Смолян         | Jižní centrální (ЮЦРП)   | Jihozápadní a jižní centrální |
| Dragoman          | Драгоман         | Dragoman          | Sofijská       | Софийска       | Jihozápadní (ЮЗРП)       | Jihozápadní a jižní centrální |
| Drjanovo          | Дряново          | Drjanovo          | Gabrovo        | Габрово        | Severní centrální (СЦРП) | Severní a jihovýchodní        |
| Dulovo            | Дулово           | Dulovo            | Silistra       | Силистра       | Severní centrální (СЦРП) | Severní a jihovýchodní        |
| Dupnica           | Дупница          | Dupnica           | Kjustendil     | Кюстендил      | Jihozápadní (ЮЗРП)       | Jihozápadní a jižní centrální |
| Dve Mogili        | Две могили       | Dve Mogili        | Ruse           | Русе           | Severní centrální (СЦРП) | Severní a jihovýchodní        |
| Džebel            | Джебел           | Džebel            | Kărdžali       | Кърджали       | Jižní centrální (ЮЦРП)   | Jihozápadní a jižní centrální |
| Elena             | Елена            | Elena             | Veliko Tărnovo | Велико Търново | Severní centrální (СЦРП) | Severní a jihovýchodní        |
| Elchovo           | Елхово           | Elchovo           | Jambol         | Ямбол          | Jihovýchodní (ЮИРП)      | Severní a jihovýchodní        |
| Elin Pelin        | Елин Пелин       | Elin Pelin        | Sofijská       | Софийска       | Jihozápadní (ЮЗРП)       | Jihozápadní a jižní centrální |
| Etropole          | Етрополе         | Etropole          | Sofijská       | Софийска       | Jihozápadní (ЮЗРП)       | Jihozápadní a jižní centrální |
| Gabrovo           | Габрово          | Gabrovo           | Gabrovo        | Габрово        | Severní centrální (СЦРП) | Severní a jihovýchodní        |
| Gălăbovo          | Гълъбово         | Gălăbovo          | Stara Zagora   | Стара Загора   | Jihovýchodní (ЮИРП)      | Severní a jihovýchodní        |
| Gărmen            | Гърмен           | Gărmen            | Blagoevgrad    | Благоевград    | Jihozápadní (ЮЗРП)       | Jihozápadní a jižní centrální |
| General Toševo    | Генерал Тошево   | General Toševo    | Dobrič         | Добрич         | Severovýchodní (СИРП)    | Severní a jihovýchodní        |
| Georgi Damjanovo  | Георги Дамяново  | Georgi Damjanovo  | Montana        | Монтана        | Severozápadní (СЗРП)     | Severní a jihovýchodní        |
| Glavinica         | Главиница        | Glavinica         | Silistra       | Силистра       | Severní centrální (СЦРП) | Severní a jihovýchodní        |
| Goce Delčev       | Гоце Делчев      | Goce Delčev       | Blagoevgrad    | Благоевград    | Jihozápadní (ЮЗРП)       | Jihozápadní a jižní centrální |
| Godeč             | Годеч            | Godeč             | Sofijská       | Софийска       | Jihozápadní (ЮЗРП)       | Jihozápadní a jižní centrální |
| Gorna Malina      | Горна Малина     | Gorna Malina      | Sofijská       | Софийска       | Jihozápadní (ЮЗРП)       | Jihozápadní a jižní centrální |
| Gorna Orjachovica | Горна Оряховица  | Gorna Orjachovica | Veliko Tărnovo | Велико Търново | Severní centrální (СЦРП) | Severní a jihovýchodní        |
| Gramada           | Грамада          | Gramada           | Vidin          | Видин          | Severozápadní (СЗРП)     | Severní a jihovýchodní        |
| Guljanci          | Гулянци          | Guljanci          | Pleven         | Плевен         | Severozápadní (СЗРП)     | Severní a jihovýchodní        |
| Gurkovo           | Гурково          | Gurkovo           | Stara Zagora   | Стара Загора   | Jihovýchodní (ЮИРП)      | Severní a jihovýchodní        |
| Chadžidimovo      | Хаджидимово      | Chadžidimovo      | Blagoevgrad    | Благоевград    | Jihozápadní (ЮЗРП)       | Jihozápadní a jižní centrální |
| Chajredin         | Хайредин         | Chajredin         | Vraca          | Враца          | Severozápadní (СЗРП)     | Severní a jihovýchodní        |
| Charmanli         | Харманли         | Charmanli         | Chaskovo       | Хасково        | Jižní centrální (ЮЦРП)   | Jihozápadní a jižní centrální |
| Chaskovo          | Хасково          | Chaskovo          | Chaskovo       | Хасково        | Jižní centrální (ЮЦРП)   | Jihozápadní a jižní centrální |
| Chisarja          | Хисаря           | Chisarja          | Plovdiv        | Пловдив        | Jižní centrální (ЮЦРП)   | Jihozápadní a jižní centrální |
| Chitrino          | Хитрино          | Chitrino          | Šumen          | Шумен          | Severovýchodní (СИРП)    | Severní a jihovýchodní        |
| Ichtiman          | Ихтиман          | Ichtiman          | Sofijská       | Софийска       | Jihozápadní (ЮЗРП)       | Jihozápadní a jižní centrální |
| Iskăr             | Искър            | Iskăr             | Pleven         | Плевен         | Severozápadní (СЗРП)     | Severní a jihovýchodní        |
| Isperich          | Исперих          | Isperich          | Razgrad        | Разград        | Severní centrální (СЦРП) | Severní a jihovýchodní        |
| Ivajlovgrad       | Ивайловград      | Ivajlovgrad       | Chaskovo       | Хасково        | Jižní centrální (ЮЦРП)   | Jihozápadní a jižní centrální |
| Ivanovo           | Иваново          | Ivanovo           | Ruse           | Русе           | Severní centrální (СЦРП) | Severní a jihovýchodní        |
| Jablanica         | Ябланица         | Jablanica         | Loveč          | Ловеч          | Severozápadní (СЗРП)     | Severní a jihovýchodní        |
| Jakimovo          | Якимово          | Jakimovo          | Montana        | Монтана        | Severozápadní (СЗРП)     | Severní a jihovýchodní        |
| Jakoruda          | Якоруда          | Jakoruda          | Blagoevgrad    | Благоевград    | Jihozápadní (ЮЗРП)       | Jihozápadní a jižní centrální |
| Jambol            | Ямбол (град)     | Jambol            | Jambol         | Ямбол          | Jihovýchodní (ЮИРП)      | Severní a jihovýchodní        |
| Kajnardža         | Кайнарджа        | Kajnardža         | Silistra       | Силистра       | Severní centrální (СЦРП) | Severní a jihovýchodní        |
| Kalojanovo        | Калояново        | Kalojanovo        | Plovdiv        | Пловдив        | Jižní centrální (ЮЦРП)   | Jihozápadní a jižní centrální |
| Kameno            | Камено           | Kameno            | Burgas         | Бургас         | Jihovýchodní (ЮИРП)      | Severní a jihovýchodní        |
| Kaolinovo         | Каолиново        | Kaolinovo         | Šumen          | Шумен          | Severovýchodní (СИРП)    | Severní a jihovýchodní        |
| Karlovo           | Карлово          | Karlovo           | Plovdiv        | Пловдив        | Jižní centrální (ЮЦРП)   | Jihozápadní a jižní centrální |
| Karnobat          | Карнобат         | Karnobat          | Burgas         | Бургас         | Jihovýchodní (ЮИРП)      | Severní a jihovýchodní        |
| Kaspičan          | Каспичан         | Kaspičan          | Šumen          | Шумен          | Severovýchodní (СИРП)    | Severní a jihovýchodní        |
| Kavarna           | Каварна          | Kavarna           | Dobrič         | Добрич         | Severovýchodní (СИРП)    | Severní a jihovýchodní        |
| Kazanlăk          | Казанлък         | Kazanlăk          | Stara Zagora   | Стара Загора   | Jihovýchodní (ЮИРП)      | Severní a jihovýchodní        |
| Kărdžali          | Кърджали         | Kărdžali          | Kărdžali       | Кърджали       | Jižní centrální (ЮЦРП)   | Jihozápadní a jižní centrální |
| Kirkovo           | Кирково          | Kirkovo           | Kărdžali       | Кърджали       | Jižní centrální (ЮЦРП)   | Jihozápadní a jižní centrální |
| Kjustendil        | Кюстендил        | Kjustendil        | Kjustendil     | Кюстендил      | Jihozápadní (ЮЗРП)       | Jihozápadní a jižní centrální |
| Kneža             | Кнежа            | Kneža             | Pleven         | Плевен         | Severozápadní (СЗРП)     | Severní a jihovýchodní        |
| Kočerinovo        | Кочериново       | Kočerinovo        | Kjustendil     | Кюстендил      | Jihozápadní (ЮЗРП)       | Jihozápadní a jižní centrální |
| Koprivštica       | Копривщица       | Koprivštica       | Sofijská       | Софийска       | Jihozápadní (ЮЗРП)       | Jihozápadní a jižní centrální |
| Kostenec          | Костенец         | Kostenec          | Sofijská       | Софийска       | Jihozápadní (ЮЗРП)       | Jihozápadní a jižní centrální |
| Kostinbrod        | Костинброд       | Kostinbrod        | Sofijská       | Софийска       | Jihozápadní (ЮЗРП)       | Jihozápadní a jižní centrální |
| Kotel             | Котел            | Kotel             | Sliven         | Сливен         | Jihovýchodní (ЮИРП)      | Severní a jihovýchodní        |
| Kovačevci         | Ковачевци        | Kovačevci         | Pernik         | Перник         | Jihozápadní (ЮЗРП)       | Jihozápadní a jižní centrální |
| Kozloduj          | Козлодуй         | Kozloduj          | Vraca          | Враца          | Severozápadní (СЗРП)     | Severní a jihovýchodní        |
| Kresna            | Кресна           | Kresna            | Blagoevgrad    | Благоевград    | Jihozápadní (ЮЗРП)       | Jihozápadní a jižní centrální |
| Kričim            | Кричим           | Kričim            | Plovdiv        | Пловдив        | Jižní centrální (ЮЦРП)   | Jihozápadní a jižní centrální |
| Krivodol          | Криводол         | Krivodol          | Vraca          | Враца          | Severozápadní (СЗРП)     | Severní a jihovýchodní        |
| Krumovgrad        | Крумовград       | Krumovgrad        | Kărdžali       | Кърджали       | Jižní centrální (ЮЦРП)   | Jihozápadní a jižní centrální |
| Krušari           | Крушари          | Krušari           | Dobrič         | Добрич         | Severovýchodní (СИРП)    | Severní a jihovýchodní        |
| Kubrat            | Кубрат           | Kubrat            | Razgrad        | Разград        | Severní centrální (СЦРП) | Severní a jihovýchodní        |
| Kuklen            | Куклен           | Kuklen            | Plovdiv        | Пловдив        | Jižní centrální (ЮЦРП)   | Jihozápadní a jižní centrální |
| Kula              | Кула             | Kula              | Vidin          | Видин          | Severozápadní (СЗРП)     | Severní a jihovýchodní        |
| Lăki              | Лъки             | Lăki              | Plovdiv        | Пловдив        | Jižní centrální (ЮЦРП)   | Jihozápadní a jižní centrální |
| Lesičovo          | Лесичово         | Lesičovo          | Pazardžik      | Пазарджик      | Jižní centrální (ЮЦРП)   | Jihozápadní a jižní centrální |
| Letnica           | Летница          | Letnica           | Loveč          | Ловеч          | Severozápadní (СЗРП)     | Severní a jihovýchodní        |
| Levski            | Левски           | Levski            | Pleven         | Плевен         | Severozápadní (СЗРП)     | Severní a jihovýchodní        |
| Ljaskovec         | Лясковец         | Ljaskovec         | Veliko Tărnovo | Велико Търново | Severní centrální (СЦРП) | Severní a jihovýchodní        |
| Ljubimec          | Любимец          | Ljubimec          | Chaskovo       | Хасково        | Jižní centrální (ЮЦРП)   | Jihozápadní a jižní centrální |
| Lom               | Лом              | Lom               | Montana        | Монтана        | Severozápadní (СЗРП)     | Severní a jihovýchodní        |
| Loveč             | Ловеч            | Loveč             | Loveč          | Ловеч          | Severozápadní (СЗРП)     | Severní a jihovýchodní        |
| Loznica           | Лозница          | Loznica           | Razgrad        | Разград        | Severní centrální (СЦРП) | Severní a jihovýchodní        |
| Lukovit           | Луковит          | Lukovit           | Loveč          | Ловеч          | Severozápadní (СЗРП)     | Severní a jihovýchodní        |
| Madan             | Мадан            | Madan             | Smoljan        | Смолян         | Jižní centrální (ЮЦРП)   | Jihozápadní a jižní centrální |
| Madžarovo         | Маджарово        | Madžarovo         | Chaskovo       | Хасково        | Jižní centrální (ЮЦРП)   | Jihozápadní a jižní centrální |
| Makreš            | Макреш           | Makreš            | Vidin          | Видин          | Severozápadní (СЗРП)     | Severní a jihovýchodní        |
| Malko Tărnovo     | Малко Търново    | Malko Tărnovo     | Burgas         | Бургас         | Jihovýchodní (ЮИРП)      | Severní a jihovýchodní        |
| Marica            | Марица           | Plovdiv           | Plovdiv        | Пловдив        | Jižní centrální (ЮЦРП)   | Jihozápadní a jižní centrální |
| Măgliž            | Мъглиж           | Măgliž            | Stara Zagora   | Стара Загора   | Jihovýchodní (ЮИРП)      | Severní a jihovýchodní        |
| Medkovec          | Медковец         | Medkovec          | Montana        | Монтана        | Severozápadní (СЗРП)     | Severní a jihovýchodní        |
| Mezdra            | Мездра           | Mezdra            | Vraca          | Враца          | Severozápadní (СЗРП)     | Severní a jihovýchodní        |
| Mineralni Bani    | Минерални бани   | Mineralni Bani    | Chaskovo       | Хасково        | Jižní centrální (ЮЦРП)   | Jihozápadní a jižní centrální |
| Mirkovo           | Мирково          | Mirkovo           | Sofijská       | Софийска       | Jihozápadní (ЮЗРП)       | Jihozápadní a jižní centrální |
| Mizija            | Мизия            | Mizija            | Vraca          | Враца          | Severozápadní (СЗРП)     | Severní a jihovýchodní        |
| Momčilgrad        | Момчилград       | Momčilgrad        | Kărdžali       | Кърджали       | Jižní centrální (ЮЦРП)   | Jihozápadní a jižní centrální |
| Montana           | Монтана          | Montana           | Montana        | Монтана        | Severozápadní (СЗРП)     | Severní a jihovýchodní        |
| Nedelino          | Неделино         | Nedelino          | Smoljan        | Смолян         | Jižní centrální (ЮЦРП)   | Jihozápadní a jižní centrální |
| Nesebăr           | Несебър          | Nesebăr           | Burgas         | Бургас         | Jihovýchodní (ЮИРП)      | Severní a jihovýchodní        |
| Nevestino         | Невестино        | Nevestino         | Kjustendil     | Кюстендил      | Jihozápadní (ЮЗРП)       | Jihozápadní a jižní centrální |
| Nikola Kozlevo    | Никола Козлево   | Nikola Kozlevo    | Šumen          | Шумен          | Severovýchodní (СИРП)    | Severní a jihovýchodní        |
| Nikolaevo         | Николаево        | Nikolaevo         | Stara Zagora   | Стара Загора   | Jihovýchodní (ЮИРП)      | Severní a jihovýchodní        |
| Nikopol           | Никопол          | Nikopol           | Pleven         | Плевен         | Severozápadní (СЗРП)     | Severní a jihovýchodní        |
| Nova Zagora       | Нова Загора      | Nova Zagora       | Sliven         | Сливен         | Jihovýchodní (ЮИРП)      | Severní a jihovýchodní        |
| Novi Pazar        | Нови пазар       | Novi Pazar        | Šumen          | Шумен          | Severovýchodní (СИРП)    | Severní a jihovýchodní        |
| Novo Selo         | Ново село        | Novo Selo         | Vidin          | Видин          | Severozápadní (СЗРП)     | Severní a jihovýchodní        |
| Omurtag           | Омуртаг          | Omurtag           | Tărgovište     | Търговище      | Severovýchodní (СИРП)    | Severní a jihovýchodní        |
| Opaka             | Опака            | Opaka             | Tărgovište     | Търговище      | Severovýchodní (СИРП)    | Severní a jihovýchodní        |
| Opan              | Опан             | Opan              | Stara Zagora   | Стара Загора   | Jihovýchodní (ЮИРП)      | Severní a jihovýchodní        |
| Orjachovo         | Оряхово          | Orjachovo         | Vraca          | Враца          | Severozápadní (СЗРП)     | Severní a jihovýchodní        |
| Panagjurište      | Панагюрище       | Panagjurište      | Pazardžik      | Пазарджик      | Jižní centrální (ЮЦРП)   | Jihozápadní a jižní centrální |
| Pavel Baňa        | Павел баня       | Pavel Baňa        | Stara Zagora   | Стара Загора   | Jihovýchodní (ЮИРП)      | Severní a jihovýchodní        |
| Pavlikeni         | Павликени        | Pavlikeni         | Veliko Tărnovo | Велико Търново | Severní centrální (СЦРП) | Severní a jihovýchodní        |
| Pazardžik         | Пазарджик        | Pazardžik         | Pazardžik      | Пазарджик      | Jižní centrální (ЮЦРП)   | Jihozápadní a jižní centrální |
| Părvomaj          | Първомай         | Părvomaj          | Plovdiv        | Пловдив        | Jižní centrální (ЮЦРП)   | Jihozápadní a jižní centrální |
| Pernik            | Перник           | Pernik            | Pernik         | Перник         | Jihozápadní (ЮЗРП)       | Jihozápadní a jižní centrální |
| Peruštica         | Перущица         | Peruštica         | Plovdiv        | Пловдив        | Jižní centrální (ЮЦРП)   | Jihozápadní a jižní centrální |
| Peštera           | Пещера           | Peštera           | Pazardžik      | Пазарджик      | Jižní centrální (ЮЦРП)   | Jihozápadní a jižní centrální |
| Petrič            | Петрич           | Petrič            | Blagoevgrad    | Благоевград    | Jihozápadní (ЮЗРП)       | Jihozápadní a jižní centrální |
| Pirdop            | Пирдоп           | Pirdop            | Sofijská       | Софийска       | Jihozápadní (ЮЗРП)       | Jihozápadní a jižní centrální |
| Pleven            | Плевен           | Pleven            | Pleven         | Плевен         | Severozápadní (СЗРП)     | Severní a jihovýchodní        |
| Plovdiv           | Пловдив          | Plovdiv           | Plovdiv        | Пловдив        | Jižní centrální (ЮЦРП)   | Jihozápadní a jižní centrální |
| Polski Trămbeš    | Полски Тръмбеш   | Polski Trămbeš    | Veliko Tărnovo | Велико Търново | Severní centrální (СЦРП) | Severní a jihovýchodní        |
| Pomorie           | Поморие          | Pomorie           | Burgas         | Бургас         | Jihovýchodní (ЮИРП)      | Severní a jihovýchodní        |
| Popovo            | Попово           | Popovo            | Tărgovište     | Търговище      | Severovýchodní (СИРП)    | Severní a jihovýchodní        |
| Pordim            | Пордим           | Pordim            | Pleven         | Плевен         | Severozápadní (СЗРП)     | Severní a jihovýchodní        |
| Pravec            | Правец           | Pravec            | Sofijská       | Софийска       | Jihozápadní (ЮЗРП)       | Jihozápadní a jižní centrální |
| Primorsko         | Приморско        | Primorsko         | Burgas         | Бургас         | Jihovýchodní (ЮИРП)      | Severní a jihovýchodní        |
| Provadija         | Провадия         | Provadija         | Varna          | Варна          | Severovýchodní (СИРП)    | Severní a jihovýchodní        |
| Radnevo           | Раднево          | Radnevo           | Stara Zagora   | Стара Загора   | Jihovýchodní (ЮИРП)      | Severní a jihovýchodní        |
| Radomir           | Радомир          | Radomir           | Pernik         | Перник         | Jihozápadní (ЮЗРП)       | Jihozápadní a jižní centrální |
| Rakitovo          | Ракитово         | Rakitovo          | Pazardžik      | Пазарджик      | Jižní centrální (ЮЦРП)   | Jihozápadní a jižní centrální |
| Rakovski          | Раковски         | Rakovski          | Plovdiv        | Пловдив        | Jižní centrální (ЮЦРП)   | Jihozápadní a jižní centrální |
| Razgrad           | Разград          | Razgrad           | Razgrad        | Разград        | Severní centrální (СЦРП) | Severní a jihovýchodní        |
| Razlog            | Разлог           | Razlog            | Blagoevgrad    | Благоевград    | Jihozápadní (ЮЗРП)       | Jihozápadní a jižní centrální |
| Rila              | Рила             | Rila              | Kjustendil     | Кюстендил      | Jihozápadní (ЮЗРП)       | Jihozápadní a jižní centrální |
| Rodopi            | Родопи           | Plovdiv           | Plovdiv        | Пловдив        | Jižní centrální (ЮЦРП)   | Jihozápadní a jižní centrální |
| Roman             | Роман            | Roman             | Vraca          | Враца          | Severozápadní (СЗРП)     | Severní a jihovýchodní        |
| Rudozem           | Рудозем          | Rudozem           | Smoljan        | Смолян         | Jižní centrální (ЮЦРП)   | Jihozápadní a jižní centrální |
| Ruen              | Руен             | Ruen              | Burgas         | Бургас         | Jihovýchodní (ЮИРП)      | Severní a jihovýchodní        |
| Ruse              | Русе             | Ruse              | Ruse           | Русе           | Severní centrální (СЦРП) | Severní a jihovýchodní        |
| Ružinci           | Ружинци          | Ružinci           | Vidin          | Видин          | Severozápadní (СЗРП)     | Severní a jihovýchodní        |
| Sadovo            | Садово           | Sadovo            | Plovdiv        | Пловдив        | Jižní centrální (ЮЦРП)   | Jihozápadní a jižní centrální |
| Samokov           | Самоков          | Samokov           | Sofijská       | Софийска       | Jihozápadní (ЮЗРП)       | Jihozápadní a jižní centrální |
| Samuil            | Самуил           | Samuil            | Razgrad        | Разград        | Severní centrální (СЦРП) | Severní a jihovýchodní        |
| Sandanski         | Сандански        | Sandanski         | Blagoevgrad    | Благоевград    | Jihozápadní (ЮЗРП)       | Jihozápadní a jižní centrální |
| Sapareva Baňa     | Сапарева баня    | Sapareva Baňa     | Kjustendil     | Кюстендил      | Jihozápadní (ЮЗРП)       | Jihozápadní a jižní centrální |
| Satovča           | Сатовча          | Satovča           | Blagoevgrad    | Благоевград    | Jihozápadní (ЮЗРП)       | Jihozápadní a jižní centrální |
| Săedinenie        | Съединение       | Săedinenie        | Plovdiv        | Пловдив        | Jižní centrální (ЮЦРП)   | Jihozápadní a jižní centrální |
| Sărnica           | Сърница          | Sărnica           | Pazardžik      | Пазарджик      | Jižní centrální (ЮЦРП)   | Jihozápadní a jižní centrální |
| Septemvri         | Септември        | Septemvri         | Pazardžik      | Пазарджик      | Jižní centrální (ЮЦРП)   | Jihozápadní a jižní centrální |
| Sevlievo          | Севлиево         | Sevilevo          | Gabrovo        | Габрово        | Severní centrální (СЦРП) | Severní a jihovýchodní        |
| Silistra          | Силистра         | Silistra          | Silistra       | Силистра       | Severní centrální (СЦРП) | Severní a jihovýchodní        |
| Simeonovgrad      | Симеоновград     | Simeonovgrad      | Chaskovo       | Хасково        | Jižní centrální (ЮЦРП)   | Jihozápadní a jižní centrální |
| Simitli           | Симитли          | Simitli           | Blagoevgrad    | Благоевград    | Jihozápadní (ЮЗРП)       | Jihozápadní a jižní centrální |
| Sitovo            | Ситово           | Sitovo            | Silistra       | Силистра       | Severní centrální (СЦРП) | Severní a jihovýchodní        |
| Sliven            | Сливен           | Sliven            | Sliven         | Сливен         | Jihovýchodní (ЮИРП)      | Severní a jihovýchodní        |
| Slivnica          | Сливница         | Slivnica          | Sofijská       | Софийска       | Jihozápadní (ЮЗРП)       | Jihozápadní a jižní centrální |
| Slivo Pole        | Сливо поле       | Slivo Pole        | Ruse           | Русе           | Severní centrální (СЦРП) | Severní a jihovýchodní        |
| Smjadovo          | Смядово          | Smjadovo          | Šumen          | Шумен          | Severovýchodní (СИРП)    | Severní a jihovýchodní        |
| Smoljan           | Смолян           | Smoljan           | Smoljan        | Смолян         | Jižní centrální (ЮЦРП)   | Jihozápadní a jižní centrální |
| Sofija            | Столична община  | Sofie             | Sofie          | София          | Jihozápadní (ЮЗРП)       | Jihozápadní a jižní centrální |
| Sopot             | Сопот            | Sopot             | Plovdiv        | Пловдив        | Jižní centrální (ЮЦРП)   | Jihozápadní a jižní centrální |
| Sozopol           | Созопол          | Sozopol           | Burgas         | Бургас         | Jihovýchodní (ЮИРП)      | Severní a jihovýchodní        |
| Sredec            | Средец           | Sredec            | Burgas         | Бургас         | Jihovýchodní (ЮИРП)      | Severní a jihovýchodní        |
| Stambolijski      | Стамболийски     | Stambolijski      | Plovdiv        | Пловдив        | Jižní centrální (ЮЦРП)   | Jihozápadní a jižní centrální |
| Stambolovo        | Стамболово       | Stambolovo        | Chaskovo       | Хасково        | Jižní centrální (ЮЦРП)   | Jihozápadní a jižní centrální |
| Stara Zagora      | Стара Загора     | Stara Zagora      | Stara Zagora   | Стара Загора   | Jihovýchodní (ЮИРП)      | Severní a jihovýchodní        |
| Straldža          | Стралджа         | Straldža          | Jambol         | Ямбол          | Jihovýchodní (ЮИРП)      | Severní a jihovýchodní        |
| Stražica          | Стражица         | Stražica          | Veliko Tărnovo | Велико Търново | Severní centrální (СЦРП) | Severní a jihovýchodní        |
| Strelča           | Стрелча          | Strelča           | Pazardžik      | Пазарджик      | Jižní centrální (ЮЦРП)   | Jihozápadní a jižní centrální |
| Strumjani         | Струмяни         | Strumjani         | Blagoevgrad    | Благоевград    | Jihozápadní (ЮЗРП)       | Jihozápadní a jižní centrální |
| Suchindol         | Сухиндол         | Suchindol         | Veliko Tărnovo | Велико Търново | Severní centrální (СЦРП) | Severní a jihovýchodní        |
| Sungurlare        | Сунгурларе       | Sungurlare        | Burgas         | Бургас         | Jihovýchodní (ЮИРП)      | Severní a jihovýchodní        |
| Suvorovo          | Суворово         | Suvorovo          | Varna          | Варна          | Severovýchodní (СИРП)    | Severní a jihovýchodní        |
| Svilengrad        | Свиленград       | Svilengrad        | Chaskovo       | Хасково        | Jižní centrální (ЮЦРП)   | Jihozápadní a jižní centrální |
| Svištov           | Свищов           | Svištov           | Veliko Tărnovo | Велико Търново | Severní centrální (СЦРП) | Severní a jihovýchodní        |
| Svoge             | Своге            | Svoge             | Sofijská       | Софийска       | Jihozápadní (ЮЗРП)       | Jihozápadní a jižní centrální |
| Šabla             | Шабла            | Šabla             | Dobrič         | Добрич         | Severovýchodní (СИРП)    | Severní a jihovýchodní        |
| Šumen             | Шумен            | Šumen             | Šumen          | Шумен          | Severovýchodní (СИРП)    | Severní a jihovýchodní        |
| Tărgovište        | Търговище        | Tărgovište        | Tărgovište     | Търговище      | Severovýchodní (СИРП)    | Severní a jihovýchodní        |
| Tervel            | Тервел           | Tervel            | Dobrič         | Добрич         | Severovýchodní (СИРП)    | Severní a jihovýchodní        |
| Teteven           | Тетевен          | Teteven           | Loveč          | Ловеч          | Severozápadní (СЗРП)     | Severní a jihovýchodní        |
| Topolovgrad       | Тополовград      | Topolovgrad       | Chaskovo       | Хасково        | Jižní centrální (ЮЦРП)   | Jihozápadní a jižní centrální |
| Trăn              | Трън             | Trăn              | Pernik         | Перник         | Jihozápadní (ЮЗРП)       | Jihozápadní a jižní centrální |
| Trekljano         | Трекляно         | Trekljano         | Kjustendil     | Кюстендил      | Jihozápadní (ЮЗРП)       | Jihozápadní a jižní centrální |
| Trjavna           | Трявна           | Trjavna           | Gabrovo        | Габрово        | Severní centrální (СЦРП) | Severní a jihovýchodní        |
| Trojan            | Троян            | Trojan            | Loveč          | Ловеч          | Severozápadní (СЗРП)     | Severní a jihovýchodní        |
| Tundža            | Тунджа           | Jambol            | Jambol         | Ямбол          | Jihovýchodní (ЮИРП)      | Severní a jihovýchodní        |
| Tutrakan          | Тутракан         | Tutrakan          | Silistra       | Силистра       | Severní centrální (СЦРП) | Severní a jihovýchodní        |
| Tvărdica          | Твърдица         | Tvărdica          | Sliven         | Сливен         | Jihovýchodní (ЮИРП)      | Severní a jihovýchodní        |
| Ugărčin           | Угърчин          | Ugărčin           | Loveč          | Ловеч          | Severozápadní (СЗРП)     | Severní a jihovýchodní        |
| Varna             | Варна            | Varna             | Varna          | Варна          | Severovýchodní (СИРП)    | Severní a jihovýchodní        |
| Vălčedrăm         | Вълчедръм        | Vălčedrăm         | Montana        | Монтана        | Severozápadní (СЗРП)     | Severní a jihovýchodní        |
| Vălči Dol         | Вълчи дол        | Vălči Dol         | Varna          | Варна          | Severovýchodní (СИРП)    | Severní a jihovýchodní        |
| Vărbica           | Върбица          | Vărbica           | Šumen          | Шумен          | Severovýchodní (СИРП)    | Severní a jihovýchodní        |
| Văršec            | Вършец           | Văršec            | Montana        | Монтана        | Severozápadní (СЗРП)     | Severní a jihovýchodní        |
| Veliki Preslav    | Велики Преслав   | Veliki Preslav    | Šumen          | Шумен          | Severovýchodní (СИРП)    | Severní a jihovýchodní        |
| Veliko Tărnovo    | Велико Търново   | Veliko Tărnovo    | Veliko Tărnovo | Велико Търново | Severní centrální (СЦРП) | Severní a jihovýchodní        |
| Velingrad         | Велинград        | Velingrad         | Pazardžik      | Пазарджик      | Jižní centrální (ЮЦРП)   | Jihozápadní a jižní centrální |
| Venec             | Венец            | Venec             | Šumen          | Шумен          | Severovýchodní (СИРП)    | Severní a jihovýchodní        |
| Vetovo            | Ветово           | Vetovo            | Ruse           | Русе           | Severní centrální (СЦРП) | Severní a jihovýchodní        |
| Vetrino           | Ветрино          | Vetrino           | Varna          | Варна          | Severovýchodní (СИРП)    | Severní a jihovýchodní        |
| Vidin             | Видин            | Vidin             | Vidin          | Видин          | Severozápadní (СЗРП)     | Severní a jihovýchodní        |
| Vraca             | Враца            | Vraca             | Vraca          | Враца          | Severozápadní (СЗРП)     | Severní a jihovýchodní        |
| Zavet             | Завет            | Zavet             | Razgrad        | Разград        | Severní centrální (СЦРП) | Severní a jihovýchodní        |
| Zemen             | Земен            | Zemen             | Pernik         | Перник         | Jihozápadní (ЮЗРП)       | Jihozápadní a jižní centrální |
| Zlatarica         | Златарица        | Zlatarica         | Veliko Tărnovo | Велико Търново | Severní centrální (СЦРП) | Severní a jihovýchodní        |
| Zlatica           | Златица          | Zlatica           | Sofijská       | Софийска       | Jihozápadní (ЮЗРП)       | Jihozápadní a jižní centrální |
| Zlatograd         | Златоград        | Zlatograd         | Smoljan        | Смолян         | Jižní centrální (ЮЦРП)   | Jihozápadní a jižní centrální |